# Frugalitat
La frugalitat és una virtut consistent a passar amb el que és estrictament necessari, sense abusar dels recursos o fer-ne ostentació. S'oposa al luxe i al consumisme i constitueix el valor fonamental de la teoria del decreixement, segons la qual cal disminuir el nivell de consum per no exhaurir les possibilitats del planeta. Un dels filòsofs que més va defensar la frugalitat va ser Henry David Thoreau, en la seva utopia social. Els ideals espartans (i per extensió militar) i puritans es basen també en aquest concepte. Una frugalitat mal entesa pot desembocar en avarícia i egoisme.

## Origen
Hom defensa que els neandertals, que tenen el mateix avantpassat que nosaltres (l'Homo antecessor), ja mostraven un pensament i actituds frugals. Passaven gana. A les dents dels neandertals s'ha pogut observar amb una sèrie de proves que tenien un dèficit d'esmalt en èpoques de creixement, cosa que indica una mala alimentació. Això no els passava als seus avantpassats, els Homo heidelbergensis, que les seves condicions eren més favorables. Però molts neandertals, tot i passar gana, arribaven a ser vells. Això vol dir que no vivien per menjar, sinó que menjaven per viure, amb el necessari i essencial es conformaven.